# Kalani Soli
Kalani Soli (* 13. Oktober 1998) ist eine amerikanisch-samoanische Tennisspielerin.

## Karriere
Seit 2022 spielt Soli für die Billie-Jean-King-Cup-Mannschaft von Pacific Oceania, wo sie von ihren acht Spielen je zwei Einzel und Doppel gewinnen konnte aber ebenso je zweimal verlor.

## College Tennis
Von 2017 bis 2020 spielte Kalani Soli für die Damenmannschaft des Tyler Junior College. Seit der Saison 2021 spielt sie für die Liberty Flames der Liberty University.